# Saint-Maurice-aux-Forges
Saint-Maurice-aux-Forges é uma comuna francesa na região administrativa de Grande Leste, no departamento de Meurthe-et-Moselle. Estende-se por uma área de 3,3 quilômetros quadrados. Em 2010 a comuna tinha 101 habitantes (densidade: 30,6 hab./km²).